# Jesse Harrison Whitehurst
Pour l’article homonyme, voir Whitehurst.
Jesse Harrison Whitehurst (1819-1875) est un photographe portraitiste américain.

## Biographie
Whitehurst fut actif essentiellement dans l'État de Virginie. Il y ouvrit un studio à Norfolk en 1843.

## Collections, musées
- Getty Images
- Bibliothèque publique de Boston
- Collection Patrick Montgomery[1]